# Mikołaj Jabłonowski
Mikołaj Jabłonowski herbu Prus III – łowczy trembowelski w 1704 roku, pułkownik królewski w 1721 roku, sekretarz legacji do Turcji.
Był członkiem konfederacji sandomierskiej 1704 roku.